# Переробка металобрухту
Переробка металобрухту — діяльність, пов'язана із доведенням металобрухту шляхом сортування, пресування, пакетування, дрібнення, різання тощо до стану, який відповідає встановленим стандартам, нормам і правилам.